# Poul Christensen (amtsborgmester)
 Der er flere personer med dette navn, se Poul Christensen (flertydig).
Poul Christensen (født 7. januar 1942 i Gammel Kalvehave) er tidligere amtsborgmester i Storstrøms Amt (1984-1997) for Socialdemokratiet samt borgmester i Langebæk Kommune (1981-1984). Tidligere målmand på Kalvehave Idrætsforenings førstehold i 1960'erne.